# Frankenstein junior
Frankenstein junior – originaltitel Young Frankenstein – er en amerikansk film af Mel Brooks fra 1974. 
Filmen er en parodi på Universal Studios' gyserfilm fra 1930'erne, herunder den første film i serien Frankenstein fra 1931.

## Handling
Dr. Frederick Frankenstein arver sin bedstefars slot i Transsylvanien. Snart finder han det hemmelige laboratorium og fortsætter Victor Frankensteins arbejde.

## Medvirkene
- Gene Wilder – Dr. Frederick Frankenstein
- Peter Boyle – Uhyret
- Marty Feldman – Igor
- Madeline Kahn – Elizabeth
- Teri Garr – Inga
- Cloris Leachman – Frau Blücher
- Gene Hackman – Den blinde mand
- Mel Brooks – varulv / stemme af Victor Frankenstein

Track list
1. Main Title (Theme From "Young Frankenstein")
2. That's Fron-Kon-Steen!
3. Train Ride To Transylvania / The Doctor Meets Igor
4. Frau Blücher
5. Grandfather's Private Library
6. It's Alive!
7. He Was My Boyfriend
8. My Name Is Frankenstein!
9. Introduction / Puttin' on the Ritz
10. A Riot Is An Ugly Thing
11. He's Broken Loose
12. Monster Talks, The
13. Wedding Night / End Title
14. Theme From "Young Frankenstein" (Disco Version) – udføres af Rhythm Heritage

## Eksterne Henvisninger
- Frankenstein junior på Internet Movie Database (engelsk)
- Frankenstein junior på Filmdatabasen
- Frankenstein junior på Scope
- Frankenstein junior i Svensk Filmdatabas (svensk)
- Frankenstein junior på AlloCiné (fransk)
- Frankenstein junior på MovieMeter (nederlandsk)
- Frankenstein junior på AllMovie (engelsk)
- Frankenstein junior hos American Film Institute (engelsk)
- Frankenstein juniors profil hos Encyclopædia Britannica Online (engelsk)
- Frankenstein junior på Turner Classic Movies (engelsk)